# Hussein Eliraqui
Hussein Eliraqui (* 1996 in Beirut) ist ein deutscher Schauspieler.

## Leben
Eliraqui wuchs in Beirut auf und floh im Alter von 11 Jahren mit seinen Eltern nach Deutschland. Er lebt in Berlin.

## Filmografie (Auswahl)
- 2016: Meteorstraße
- 2016: Krauses Glück
- 2017: Einsamkeit und Sex und Mitleid
- 2018: Das schönste Mädchen der Welt
- 2019: Das freiwillige Jahr
- 2019: Druck (Webserie)
- 2020: Kokon
- 2020: Und morgen die ganze Welt
- 2021: Die Saat
- 2021: Ein nasser Hund
- 2022: Rheingold

## Auszeichnungen
- 2016: "Bester Nachwuchsdarsteller" für seine Rolle in Meteorstraße beim 26. Filmkunstfest Mecklenburg-Vorpommern[2]
- 2018: "Bester Schauspieler" beim Festival Ciné-ville für seine Rolle in Meteorstraße[3]
- 2019: "Bester Nachwuchsschauspieler" beim 46. Deutschen Filmball für seine Rolle in Das schönste Mädchen der Welt[4]